# Perijáglansstjärt
Perijáglansstjärt (Metallura iracunda) är en fågel i familjen kolibrier.

## Utseende
Perijáglansstjärten är en 10 cm lång kortnäbbad kolibri med bjärt rödaktig stjärt. Hanen är helsvart med koppargrön glans, grönglänsande hjässa och glittrande grön strupe. Stjärten är glansigt mörkt brun- till purpurröd. Honan är mörkgrön ovan, beige under med några få bruna fläckar. Stjärten är rödaktig som hanen men de yttre stjärtpennorna är beigespetsade. Lätet är okänt.

## Utbredning och systematik
Fågeln förekommer i bergskedjan Sierra de Perijá (på gränsen mellan Colombia och Venezuela). Den behandlas som monotypisk, det vill säga att den inte delas in i några underarter.

## Status och hot
Arten har ett mycket begränsat utbredningsområde, men verkar i nuläget inte vara hotad. Levnadsmiljön är svårtillgänglig och fortfarande intakt. IUCN kategoriserar arten som nära hotad. Beståndet uppskattas till mellan 14 000 och 37 000 vuxna individer.